# Duomo di Urbania
La chiesa di San Cristoforo martire  è il principale luogo di culto cattolico di Urbania e concattedrale dell'arcidiocesi di Urbino-Urbania-Sant'Angelo in Vado.

## Storia
Le origini della chiesa risalgono all'antica abbazia benedettina di San Cristoforo del Ponte del IX secolo. L'edificio fu ristrutturato dall'abate commendatario cardinale Bessarione nella seconda metà del XV secolo: in questa occasione furono traslate nella cattedrale le reliquie del Santo, racchiuse in un magnifico reliquiario appositamente foggiato nel 1472, ancor oggi posto in venerazione durante le celebrazioni patronali (25 luglio).
La chiesa divenne cattedrale della nuova diocesi di Urbania, istituita il 18 febbraio 1636. Successivamente, per volere del vescovo mons. Deodato Baiardi, nel Settecento la chiesa fu nuovamente ristrutturata in forme neoclassiche su disegno dell'architetto Giuseppe Tosi.
Tardive sono invece la facciata (1870) e il nuovo campanile (1958): resta tuttavia sul fianco l'antica torre campanaria medievale.
Di notevole valore storico-artistico sono il Crocifisso ligneo di Pietro da Rimini del 1320 appeso al centro del presbiterio ed alcune opere manieristiche di Giustino Episcopi e Giorgio Picchi.

## Descrizione

### Arte e architettura

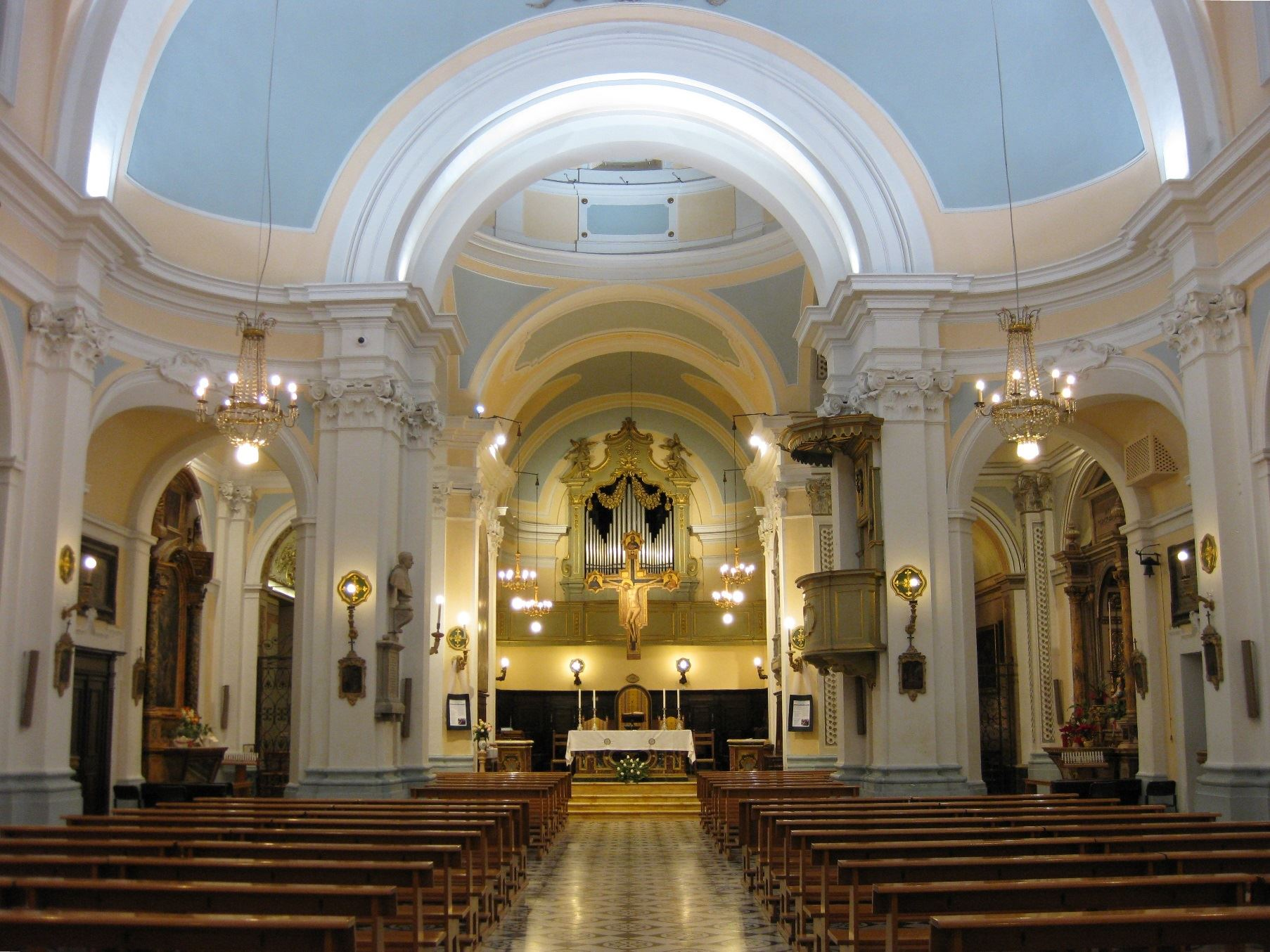
Interno della Concattedrale di Urbania

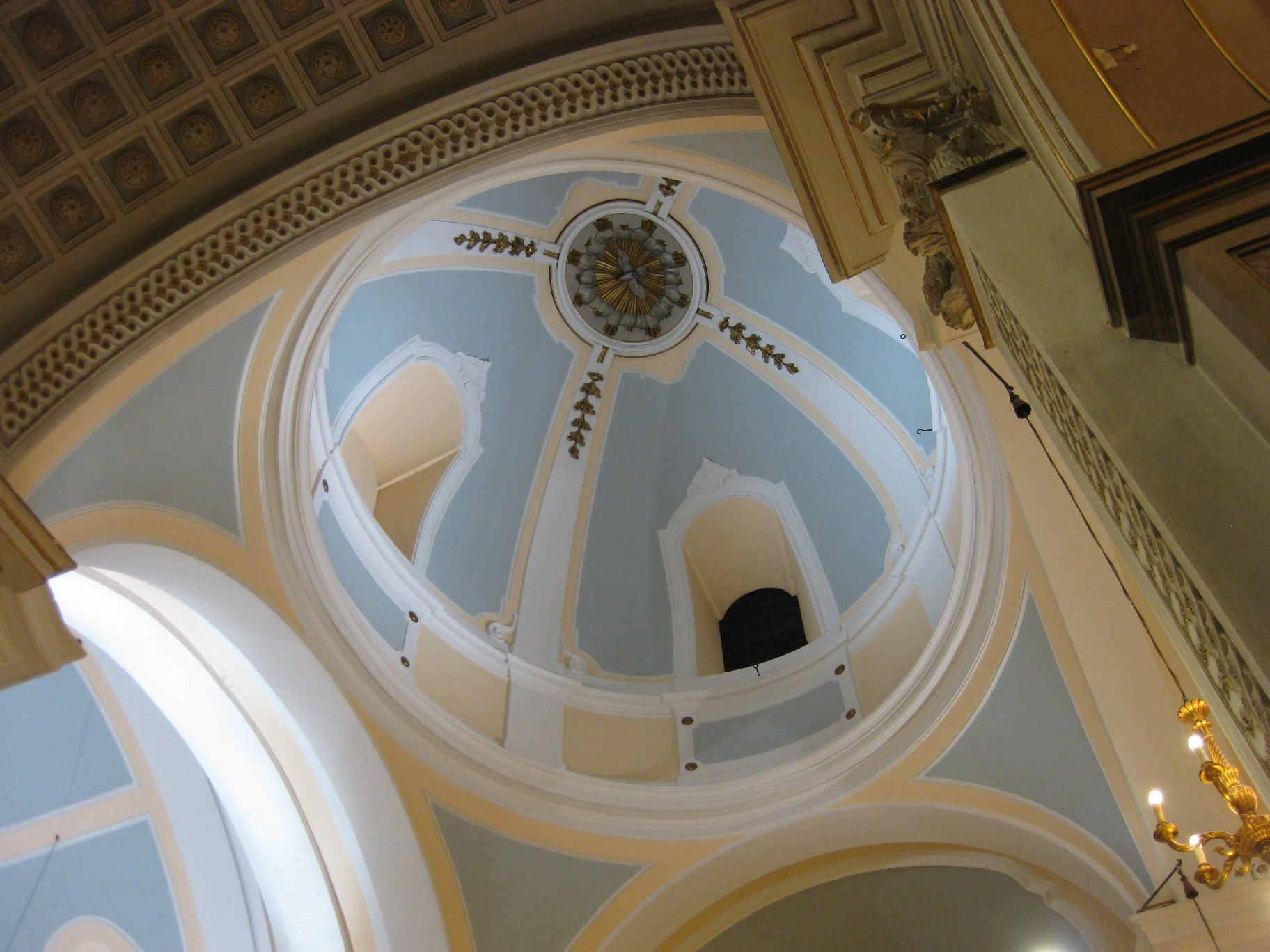
Cupola della Concattedrale di Urbania

L'interno della chiesa, il cui stile è di derivazione vanvitelliana, è scandito da due grandi piloni sui quali si impostano gli archi che collegano la grande aula alla cupola ed al presbiterio.
L'altare maggiore, in marmo policromo, fu commissionato dal vescovo Giuseppe Fabretti (1736-1747); dal suo smembramento (1970) si sono ricavati i due amboni intarsiati col suo stemma vescovile.
Sospeso al centro del presbiterio, di notevole valore storico-artistico, è il Crocifisso ligneo di Pietro da Rimini, datato 1320 e qui trasferito nel 1974 dalla sua antica collocazione nella chiesa dei Morti (anche se originariamente esso era stato dipinto per la vicina chiesa conventuale di San Francesco). Dietro l'altare maggiore, tutto attorno alle pareti absidali gira il coro in noce con gli stalli canonicali, opera del XVII secolo dei maestri intagliatori urbaniesi Cesare Oradei, Orazio Marfori e Francesco Duranti.
Sulle pareti del presbiterio trovano posto diverse opere pittoriche: la grande tavola della Pentecoste di Giustino Episcopi (1562), la Nascita di San Giovanni Battista di Giorgio Picchi il Giovane e il Sant'Ubaldo Vescovo attribuito a Claudio Ridolfi (1620 ca.); oltre queste, il presbiterio ospita anche il monumento funebre del vescovo Giovanni Maria Maioli (1872-1893).

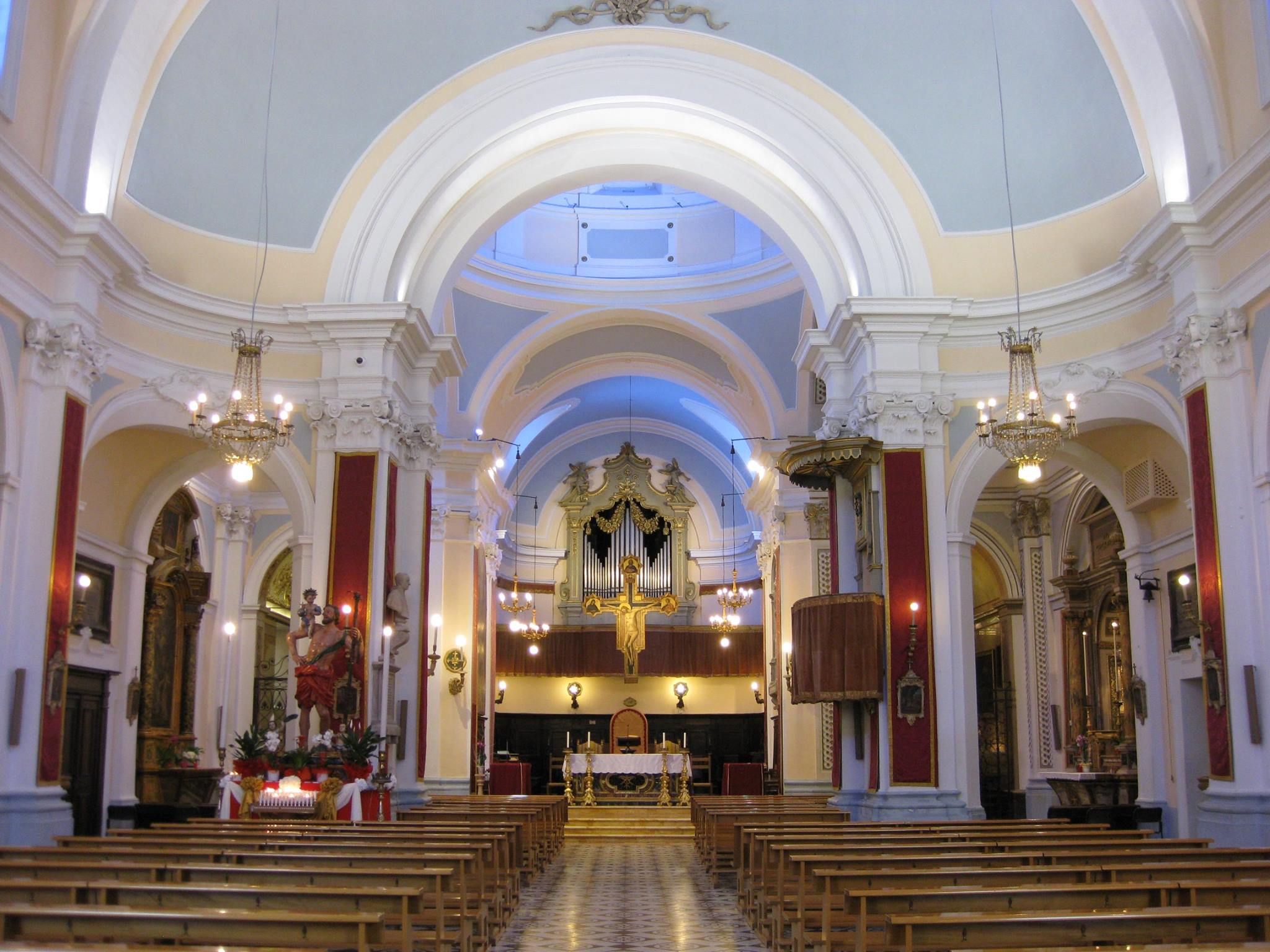
L'interno della Concattedrale addobbato per la solennità patronale di San Cristoforo martire (luglio 2016)

Lo spazio interno della concattedrale è scandito dagli altari lungo le pareti: due per ogni lato (a sinistra dedicati alla Madonna del Rosario e al Crocifisso, a destra dedicati alla Sacra Famiglia e a San Giuseppe), due nel transetto (a sinistra dedicato San Romualdo e a destra a San Cristoforo), due nelle cappelle affiancate al presbiterio (a sinistra della Madonna "de' Portici", a destra del SS.mo Sacramento). Completano l'arredo dell'aula il sepolcro del Principe Augusto Chigi (fratello di Papa Alessandro VII, il monumento funebre del Vescovo Mons. Guerrantonio Boscarini Gatti, le lapidi ricordanti l'elevazione della chiesa abbaziale a cattedrale e le relative consacrazioni, i confessionali (intagliatori urbaniesi, XVII secolo), il pulpito ligneo e il portale d'ingresso al Battistero.
Il Fonte battesimale all'interno del Battistero, al quale si accede dal portale destro in fondo alla navata, è opera degli scalpellini di Sant'Ippolito (1747). In questo ambiente sono conservati una pittura su pietra raffigurante il Battesimo di Gesù (anonimo locale, XVIII secolo) ed un frammento di affresco del XV secolo raffigurante Sant'Eracliano Vescovo. All'interno di una nicchia affiora un portale appartenente all'antica navata dell'Abbazia benedettina: in questo piccolo spazio è stato posto un Presepe in maiolica opera del ceramista sardo (poi cittadino urbaniese) Federico Melis; di fronte ad esso, in altra nicchia, è stato installato un secondo Presepe in ceramica realizzato dal ceramista urbaniese Sante Cancellieri (allievo del Melis).
Degno di nota è il monumentale arredo ligneo della sagrestia, realizzato anche in questo caso dagli intagliatori urbaniesi Cesare Oradei, Orazio Marfori, Francesco Duranti e Guido Galeotti. Le pareti della sagrestia ospitano numerosi altri dipinti di varie epoche (XVII-XX secolo).

### Organo a canne

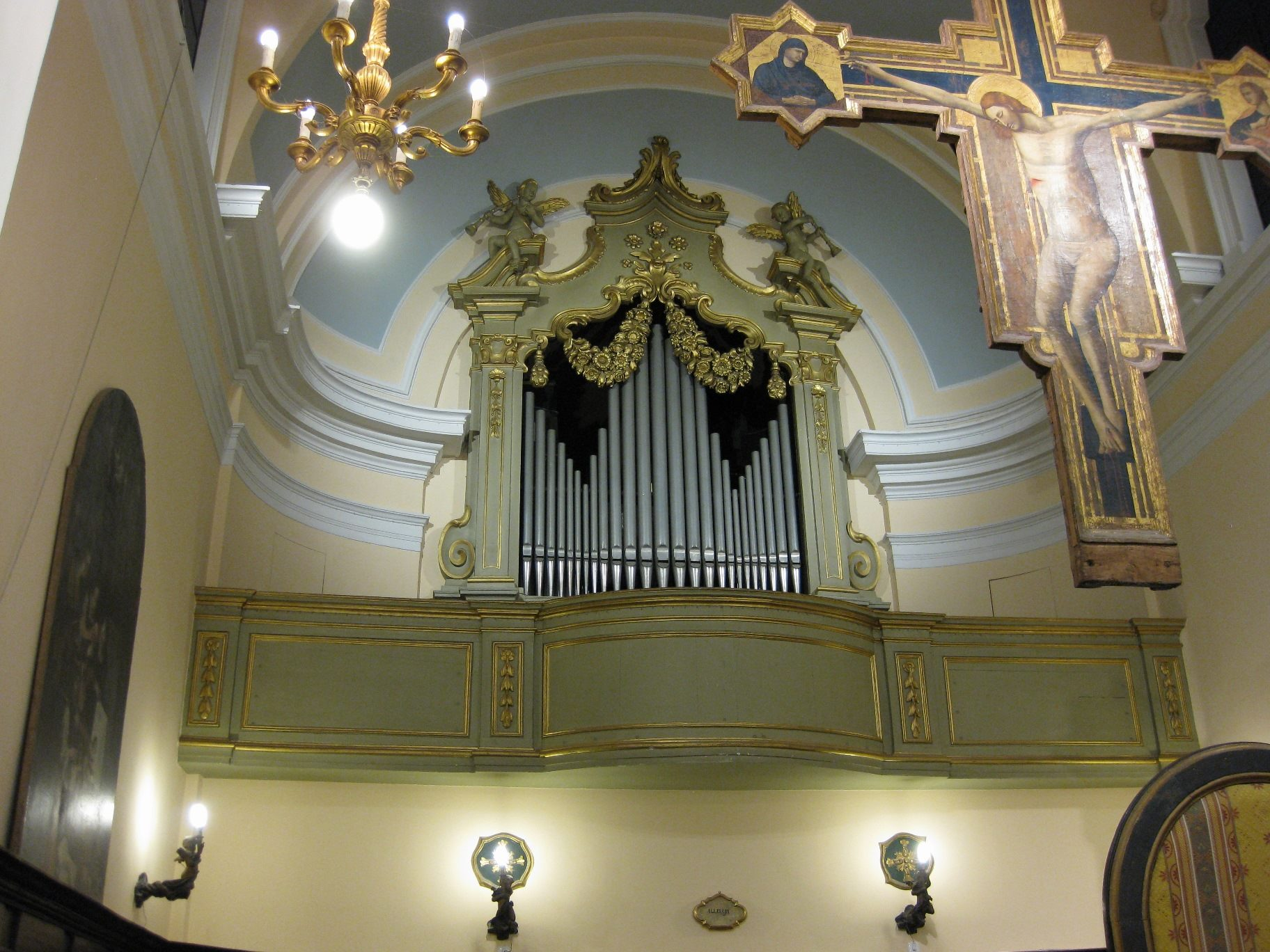
Organo Inzoli (1920-1948-1976-2020) della Concattedrale di Urbania

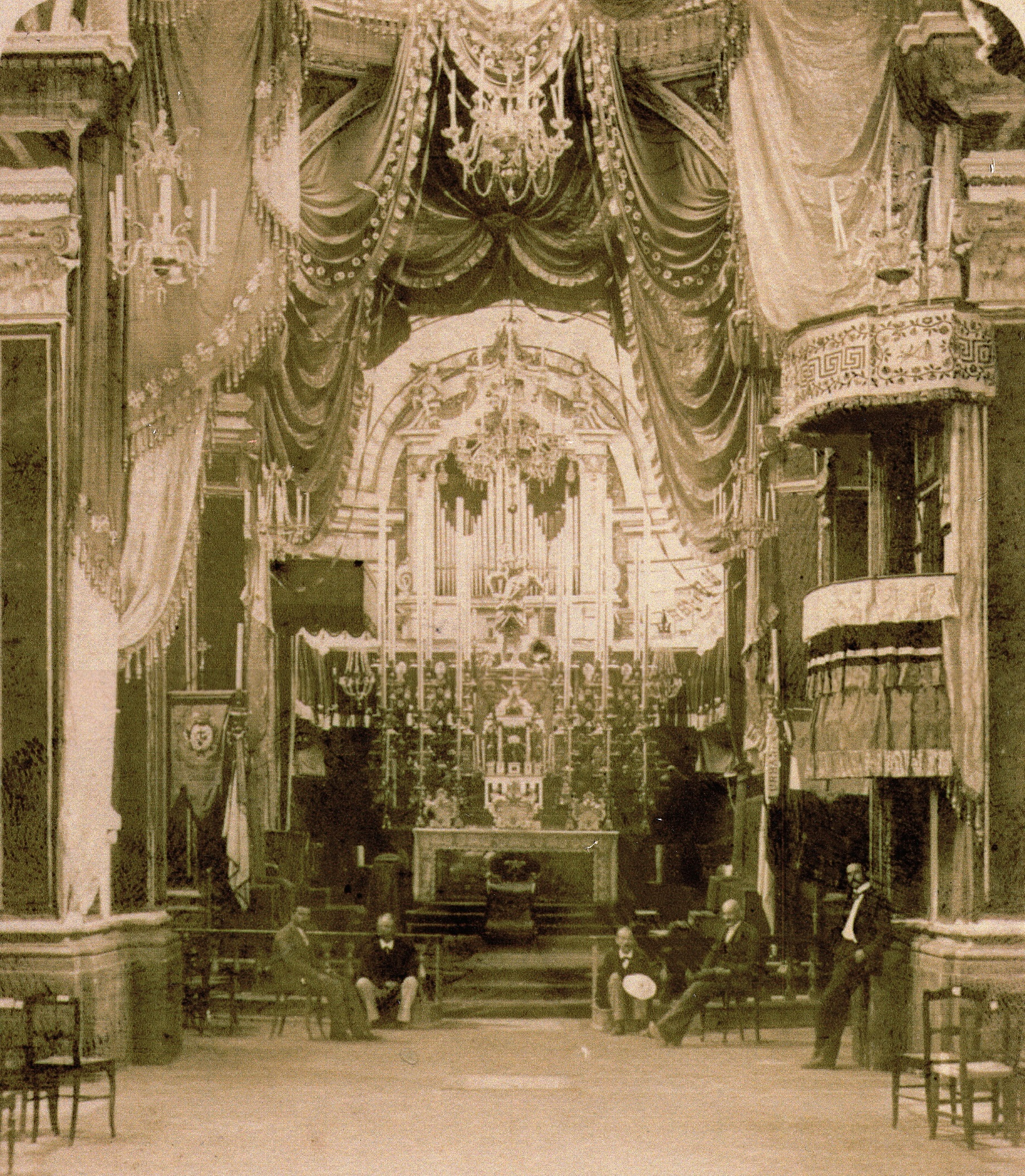
Organo Nachini-Paoli (1747-1862) della Cattedrale di Urbania

L'organo, posto sulla cantoria al centro del catino absidale, è opera della Fabbrica d'Organi Inzoli Cav. Pacifico di Crema (CR) ed è stato costruito nel 1920 dietro l'interessamento e le indicazioni dell'allora maestro di cappella don Giuseppe Fini, poi modificato nel 1948 ed infine ampliato ed elettrificato nel 1976 per volere del successivo maestro di cappella don Corrado Catani.
Precedentemente allo strumento attuale, la cattedrale ebbe in dotazione dapprima un organo di anonima paternità costruito nel 1607, sostituito poi da un'opera del celebre organaro dalmata Pietro Nachini nel 1747-1748, ed infine da un terzo organo costruito dai F.lli Paoli di Campi Bisenzio (FI) nel 1862 con massiccio riutilizzo del materiale Nachini preesistente.
In occasione del centenario della costruzione e dell'inaugurazione (1920-2020), lo strumento è stato oggetto di un accurato intervento di revisione, ripulitura ed accordatura, con anche il rifacimento di trasmissione e consolle, ad opera della stessa Fabbrica d'Organi Inzoli Cav. Pacifico di Bonizzi F.lli di Crema (CR).

## Cappella musicale
La concattedrale di Urbania è sede di una delle rare cappelle musicali marchigiane ancora ininterrottamente in attività dal XVII secolo. Le sue prime notizie risalgono al 1613: il nucleo corale originario era composto dalle voci dei mansionari cui si aggiungevano, in particolari occasioni, anche musicisti forestieri. Da quest'anno si snoda fino ai nostri giorni una serie di più di venti maestri di cappella documentati.
La cappella, nella sua odierna formazione a quattro voci miste, presta ancora oggi il suo prezioso servizio alle liturgie della chiesa urbaniese, accostando all'attività liturgica anche quella concertistica.

## Palazzo episcopale
Accanto alla cattedrale è il palazzo episcopale (XIV-XV secolo), oggi sede del Museo Diocesano "mons. Corrado Leonardi", ove sono conservate importanti produzioni di ceramica locale e non (tra cui opere di Orazio Fontana), che vanno dal XII secolo ad oggi, oltre ad una ricca collezione d'arte sacra (lapidi paleocristiane, dipinti, argenteria, parati, oggettistica sacra).
Lo stesso ex episcopio ospita anche le biblioteche del Capitolo della Concattedrale e dell'ex Seminario "Barberini", oltre agli archivi della Curia vescovile, dello stesso Capitolo, della Cappella Musicale e della Fondazione Diocesana "mons. Corrado Leonardi".

## Altre immagini

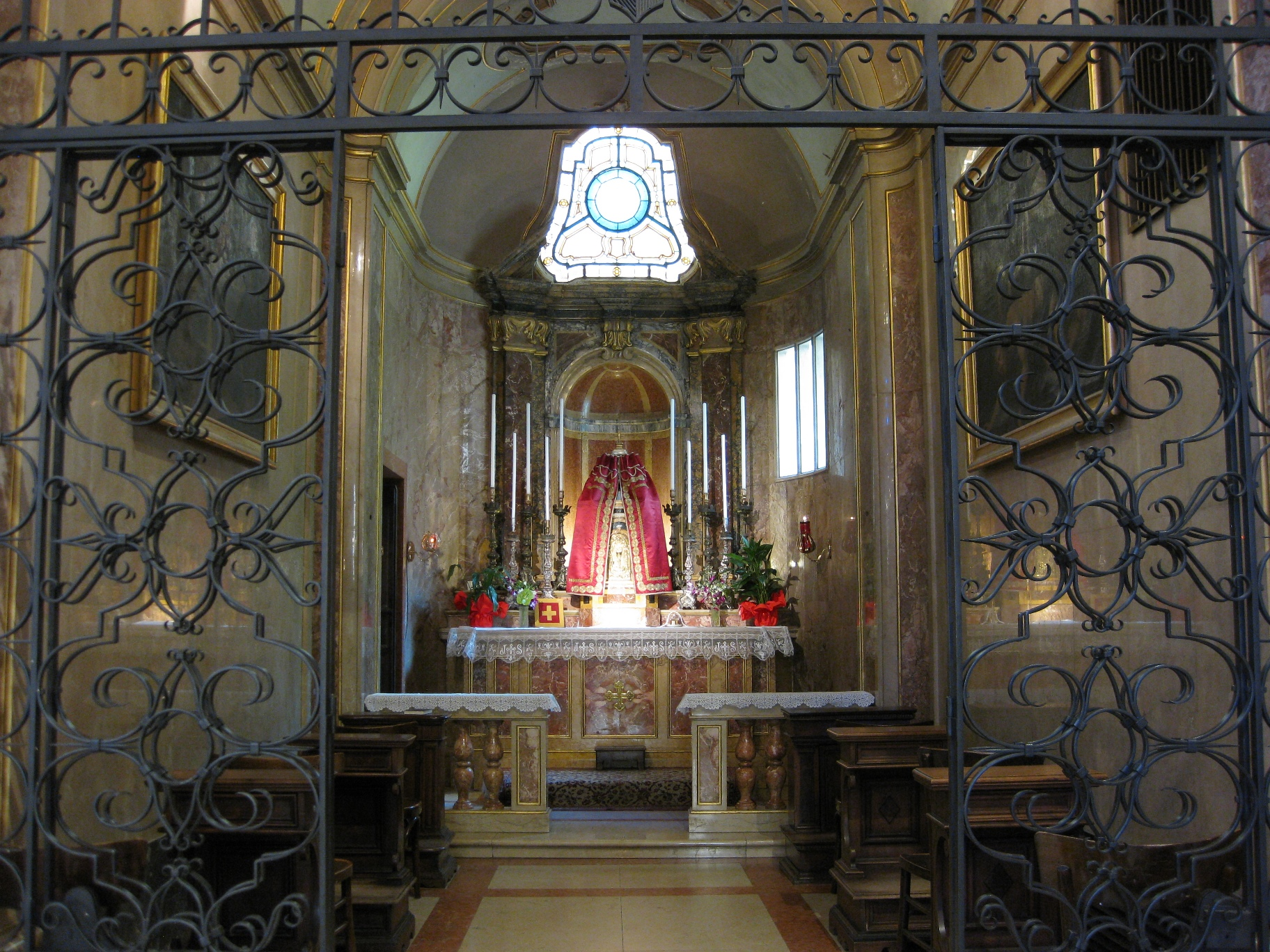
Cappella del SS.mo Sacramento nella Concattedrale di Urbania
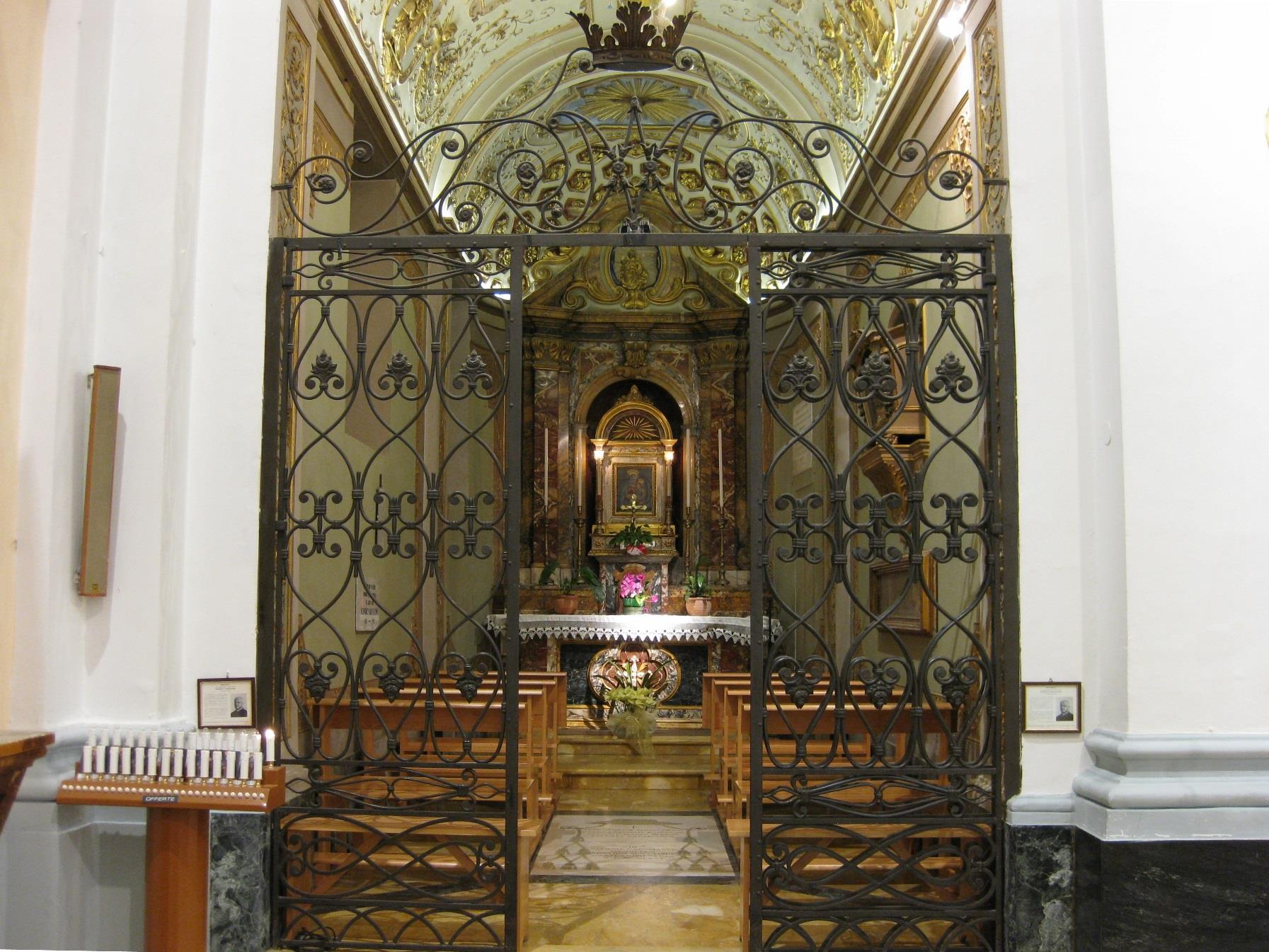
Cappella della Madonna "de' Portici" nella Concattedrale di Urbania
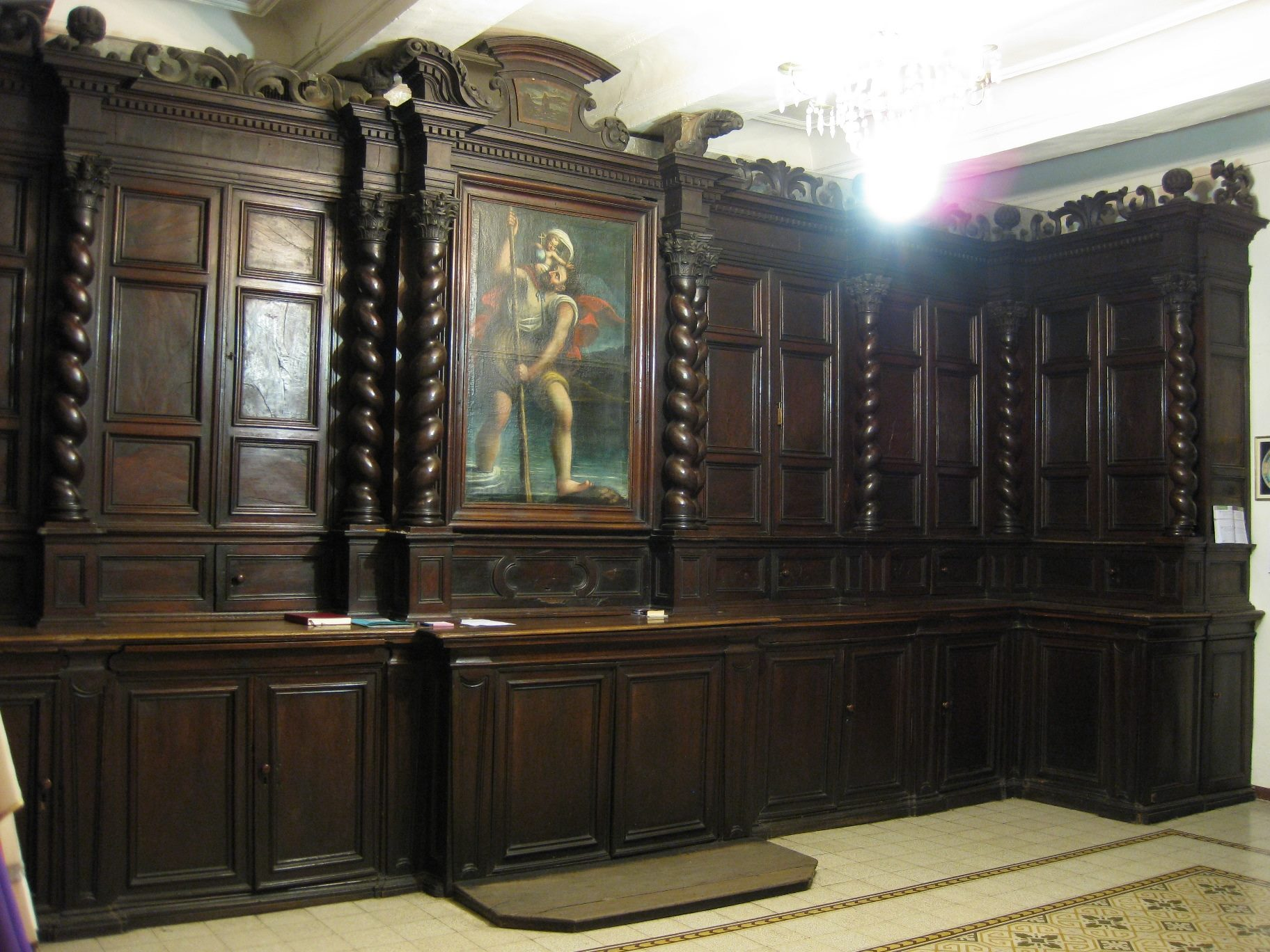
Sagrestia della Concattedrale di Urbania